# Argentières
Argentières település Franciaországban, Seine-et-Marne megyében. Lakosainak száma 352 fő (2022. január 1.). Argentières Courtomer, Aubepierre-Ozouer-le-Repos, Beauvoir és Chaumes-en-Brie községekkel határos.

## Népesség
A település népességének változása:
| Lakosok száma | 393  | 391  | 392  | 376  | 366  | 355  | 355  | 354  | 352  |
|               | 2013 | 2015 | 2016 | 2017 | 2018 | 2019 | 2020 | 2021 | 2022 |